# Santa Reparata di Moriani
Santa Reparata di Moriani (in francese Santa-Reparata-di-Moriani, in corso Santa Riparata di Moriani) è un comune francese di 45 abitanti situato nel dipartimento dell'Alta Corsica nella regione della Corsica.

## Società

### Evoluzione demografica
Abitanti censiti